# 钱毋荒
钱毋荒（1929年—），男，江苏兴化人，中国电子工程师，曾任中国宇航学会理事，第五、六、七届全国人大代表。